# Pteronemacheilus lucidorsum
Pteronemacheilus lucidorsum és una espècie de peix de la família dels balitòrids i l'única del gènere Pteronemacheilus.
És un peix d'aigua dolça, demersal i de clima tropical, el qual viu a Myanmar. Comparteix el seu hàbitat amb Lepidocephalichthys berdmorei (Cobitidae) i Physoschistura raoi (Nemacheilidae). És inofensiu per als humans.

## Morfologia
- Cos completament recobert d'escates (llevat del ventre davant de l'origen de l'aleta anal), de 5,3 cm de llargària màxima i de color blanc a groguenc en els espècimens preservats (més clar al ventre i més fosc al dors).
- 11-12 radis tous a l'aleta dorsal i 8 a l'anal.
- Peduncle caudal comprimit.
- Aleta dorsal amb 7 1/2 o 8 1/2 radis ramificats, anal amb 5 1/2 i caudal amb normalment 8+8 (rarament 9+8).
- Aleta caudal amb els lòbuls arrodonits.
- Aletes pelvianes amb 8 radis.
- Aleta pectoral amb 11 radis (rarament 12) i arribant gairebé fins a la base de l'aleta pelviana.
- La línia lateral té entre 63 i 75 porus i arriba a l'origen de l'aleta anal.
- L'obertura de la boca és al voltant de 3 vegades més ampla que llarga.
- Llavis gruixuts: el superior presenta una incisió ben marcada i petits solcs en tota la seua longitud, mentre que l'inferior té entre 3 i 5 solcs.
- Presenta dimorfisme sexual: els mascles tenen un plec de pell allargat al dors dels radis ramificats núms. 2 i 3. A banda d'això no hi ha diferències entre mascles i femelles pel que fa a la pigmentació, mida o longitud de les aletes.[2][1]